# 托马塞奥咖啡馆

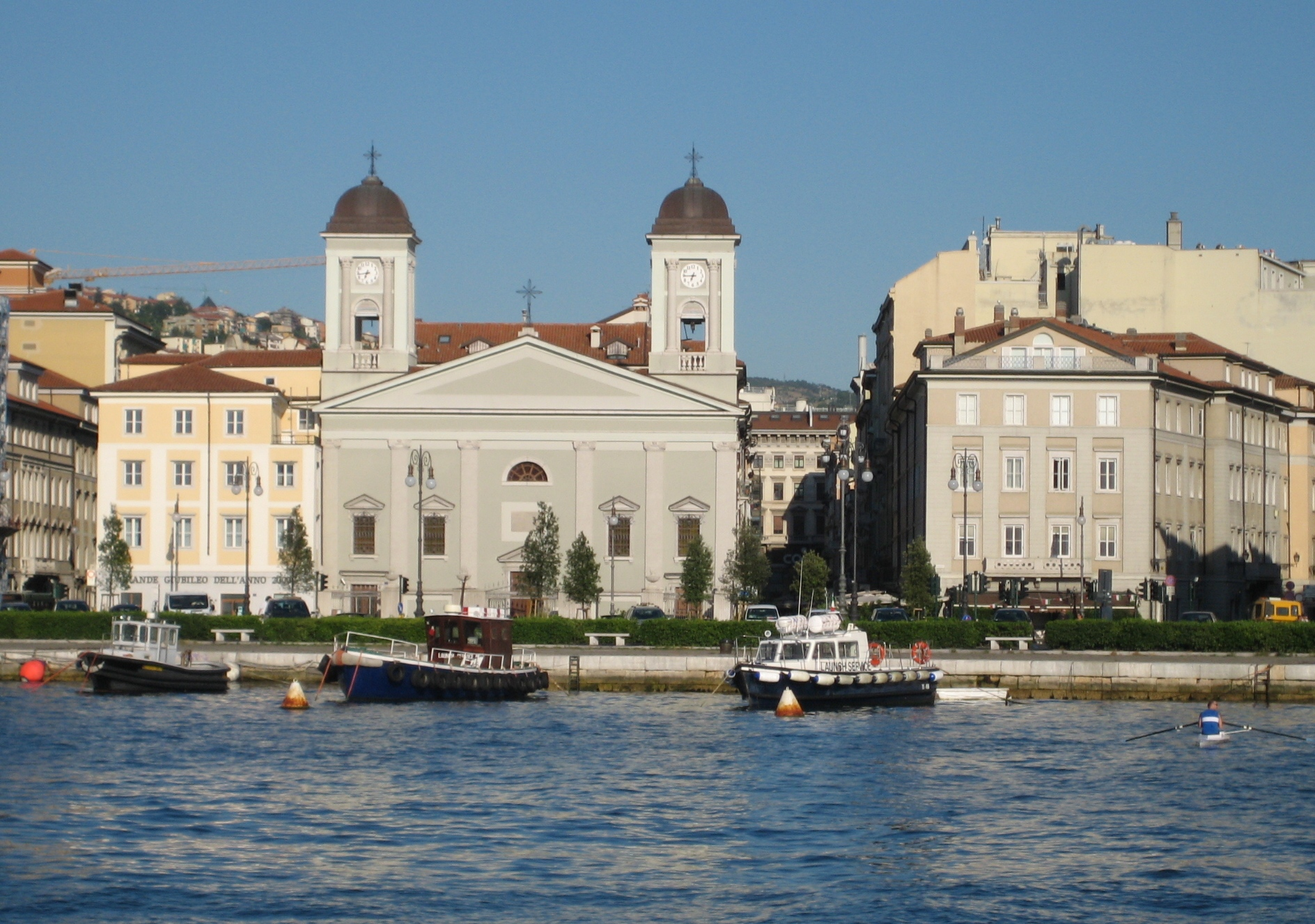
托马塞奥咖啡馆与希腊圣尼古拉堂)

托马塞奥咖啡馆（Caffè Tommaseo）是意大利北部城市的里雅斯特最古老的在营业的咖啡馆。这家咖啡馆于1830年开业，是商人、艺术家和其他知识分子热门的会面场所，也曾是的里雅斯特领土收复主义运动的中心之一。咖啡馆位于特蕾西亚城海滨的托马塞奥广场（Piazza Tommaseo），紧邻希腊正教会教堂希腊圣尼古拉堂。

## 历史
这座建筑建于1824年，属于来自曼图亚的两位商人费利斯·维万特和维塔莱·维万特兄弟。兄弟俩委托的里雅斯特建筑师安东尼奥·布塔佐尼在内戈齐安蒂广场（Piazza dei Negozianti）今托马塞奥广场（Piazza Tommaseo）建造了这座建筑。
1830年，来自帕多瓦的托马索·马卡托在底楼开设了托马索咖啡馆（Caffé Tomaso）。马卡托与迈克尔· 托内特一起开办餐厅，墙上的镜子来自比利时，又委托弗留利画家朱塞佩·加特里（1799-1878）装饰墙壁。咖啡馆很快成为商人、艺术家和其他知识分子热门的会面场所。马卡托组织了许多音乐会和画展，例如朱塞佩· 贝纳迪诺· 比森的画展。他还在他的咖啡馆里引入了冰淇淋。
1848年，为了纪念达尔马提亚作家和爱国者尼科·勒·托马塞奥，更名为托马塞奥咖啡馆。在此期间，咖啡馆成为意大利复兴运动在的里雅斯特的会面场所。在此挂牌“复兴运动史研究会”（Istituto Nazionale per la Storia del Risorgimento），证明了这家咖啡馆在意大利统一运动期间的重要性。牌子上写着：
Da questo Caffe Tommaseo, nel 1848, centro del movimento nazionale, si diffuse la fiamma degli entusiasmi per la libert' italiana.
（从这个托马塞奥咖啡馆咖啡馆，民族运动的中心，在1848年，对意大利自由的热情蔓延开来。）
1882年，收复领土主义者古格列尔莫·奥伯丹被处决后，的里雅斯特的收复领土主义者由于害怕奥匈帝国的反应，将店名改为托马索咖啡馆。直到1918年11月3日第一批意大利军队在的里雅斯特登陆，才将店名改回托马塞奥咖啡馆 。
1997年，咖啡屋的房间经过全面翻修，保留了原有的室内装饰，新主人按照维也纳咖啡馆的传统精神运营。